# Прасковолистна камбанка
Прасковолистната камбанка (Campanula persicifolia) е вид цъфтящо растение от семейство Камбанкови (Campanulaceae).
Достига на височина до 1 м. Цветовете му са чашковидни и могат да бъдат сиво-бели, сини, розови или лилави. Листата му са тесни и лъскави с яркозелен вид.

## Етимология
Campanula се превежда на латински: „малка камбанка“. Persicifolia произлиза от persicifolius-a-um на латински: „с подобни на прасковата листа“., заради приликата във формата и наситения зелен цвят с листата на прасковата.

## Описание
Прасковолистната камбанка е многогодишно тревисто растение, растящо на височина от 30 до 100 см. Стъблото обикновено е неразклонено, изправено и леко ъглово. Приосновните листа са къси стеблови и тесно лопатовидни и обикновено изсъхват преди времето на цъфтеж. Горните листа са незакачени, ланцетни, почти линейни със заоблени зъби по краищата. Съцветието е няколкоцветен грозд или може да има един цвят. Чашката е слята с пет тесни лоба, в крайщата разделящи се. Венчето е петлистово, дълго от 30 до 50 мм, с пет виолетово-сини (или понякога бели) слети венчелистчета. Лобовете на венчето са по-малко дълги, отколкото широки. Има пет тичинки и плодник, образуван от три слети плодника. Плодът е силно венозна конусовидна капсула. Периодът на цъфтеж е от юни до август.

## Разпространение
Прасковолистната камбанка е често срещана в Алпите и други планински вериги в Европа. Расте на по-ниска надморска височина на север и по-високо нагоре на юг, преминавайки 1500 м в Прованс. Обикновено цъфти през юни; сухото лято може да намали или потисне цъфтежа му. Въпреки това може да цъфти още през септември в студена година. Естественото местообитание на това растение са широколистните гори, гористите периферии, скалистите оголвания в широколистните гори, ливадите и бреговете.
Среща се в диво състояние в цяла България.

## Култивиране
При култивирането на вида са селектирани многобройни сортове в различни цветове, включително бяло, синьо, розово и лилаво.
Популярни сортове:

### Син цвят
- Campanula persicifolia 'Coerulea'
- Campanula persicifolia 'La Belle', с двойни цветове
- Campanula persicifolia 'Telham Beauty'

### Бял цвят
- Campanula persicifolia 'Alba'
- Campanula persicifolia 'White Bell'

## Химичен състав
Прасковолистната камбанка съдържа около 20 флавоноиди (до 0,77%), включително кверцетин, кемпферол, витамин С (до 1290 мг%), каротин, кумарин, кафеена, хлорогенова киселина, полиацетиленови алкохоли. Растението съдържа: инулин; бетаин; ванилова киселина; диосмин; кафеена киселина; урсолова киселина; ферулова киселина; хлорогенна киселина; холин; ескулетин. В стъблата има витамин С и стероиди, а в листата има витамин С, инулин и циклитол мезоинозитол моноацетат.

## Приложения

### Градинарство
Отглежда се като декоративно градинско растение.

### Народна медицина
В медицината има приложения като антимикробно, противовъзпалително, обезболяващо, седативно средство, което може да се използва при лечението на различни заболявания – облекчава главоболието, помага да се отървете от запек, маточно кървене, особено добре е да се използва с обилна менструация, болки в гърлото, треска, кашлица. Народната медицина препоръчва извлек от стръкове при заболявания, причинени от вдигане на тежести, при епилепсия и женски заболявания, като болкоуспокояващо средство.
Използваеми части: стрък, цветове, листа, корени и семена. Събиране: стъкове се събират по време на цъфтежа, връзва се на снопове и се провесва на добре проветриво място. Срок на годност е 2 години. Семената се събират след узряване, корените през есента.

### Домакинство
Корени и млади издънки могат да се използват за направата на салати.